# Отрицание (психология)
Отрица́ние — психический процесс, относимый к механизмам психологической защиты. Проявляется как отказ признавать существование чего-то нежелательного.

## Описание
Отрицание — чрезвычайно простая для понимания защита. Её название говорит само за себя — применяющий её человек, собственно, отрицает события или информацию, которую не может принять.
Важным моментом является отличие отрицания от вытеснения, заключающееся в том, что информация, подверженная вытеснению, сначала была осознана, и только потом вытеснена, а информация, подвергнутая отрицанию, в сознание вообще не попадает . На практике это означает, что вытесненную информацию можно при некотором усилии вспомнить, причём субъективно она будет восприниматься именно как забытая. Информацию же, которая подверглась отрицанию, человек, после отказа от данной защиты, не вспомнит, а признаёт, так как до этого вообще не воспринимал её как существующую или имеющую смысл.
Типичный пример отрицания — это первая реакция на значимую потерю. Первое, что делает человек, получив информацию о потере, например, близкого человека — отрицает эту потерю: «Нет!» — говорит он, — «Я никого не терял. Вы ошиблись». Однако есть множество и менее трагичных ситуаций, где люди часто применяют отрицание. Это отрицание своих чувств, в ситуациях, где испытывать их непозволительно, отрицание своих мыслей, если они недопустимы. Отрицание также является компонентом идеализации, когда существование недостатков идеализируемого отрицается. Оно может быть полезно в критических ситуациях, где человек может сохранить голову, отрицая опасность.
Проблема с отрицанием состоит в том, что оно не может защитить от реальности. Можно отрицать потерю близкого человека, но потеря от этого не исчезает. Можно отрицать наличие у себя опасного заболевания, но от этого оно не становится менее опасным, скорее наоборот .

## Связь с психическими расстройствами и типами личности
Отрицание особенно характерно для мании, гипомании и вообще людей с биполярным аффективным расстройством в маниакальной стадии — в этом состоянии человек может поразительно долго отрицать у себя наличие усталости, голода, отрицательных эмоций и вообще проблем, до тех пор, пока это физически не истощит ресурсы его организма (что обычно приводит к депрессивной фазе) . Кроме того, отрицание является одной из базовых защит параноидных личностей действующей в паре с «проекцией» .